# Minyer
Minyer (grekiska Μινύες eller Μινύαι) var enligt den grekiska mytologin en urgrekisk folkstam i Thessalien och Boiotien med huvudsäte i Orchomenos, en av Boiotiens äldsta städer. Minyerna prisas som de äldsta grekiska sjöfararna. De var även driftiga jordbrukare och utförde beundransvärda arbeten med att torrlägga den boiotiska dalslätten kring sjön Kopais och reglera floden Kefissos flöde. Över huvud taget tycks de ha utmärkt sig genom en tidigt utvecklad kultur. Även argonauterna och deras avkomlingar på ön Lemnos brukar betecknas som minyer. Minyerna spred sig även till andra delar av Grekland, och sagorna berättar om skaror av minyer som invandrade och för längre eller kortare tid nedsatte sig i Elis, Lakonien, Attika m.fl.